# Léon Joulin
Pour les articles homonymes, voir Joulin.
Georges Léon Joulin, né à Tours le 7 juin 1838 et mort le 31 août 1928 à Saint-Avertin, est un ingénieur français connu pour son œuvre d'archéologue amateur.

## Biographie
Ancien élève de l'École polytechnique (X 1857), Léon Joulin est le fils d'un négociant. Il fait carrière au sein du service des poudres et salpêtres dans lequel il est admis en 1859. Ingénieur des poudres en 1869, ingénieur en chef en 1879, il effectue plusieurs missions d'étude dans différents pays étrangers, accède au poste éminent de directeur de la Poudrerie nationale de Toulouse et publie des études sur ce sujet technique. Ce brillant cursus professionnel lui vaut d'être nommé officier de la Légion d'honneur et officier d'Académie. Il enseigne parallèlement comme maître de conférence en chimie à la Faculté des sciences de Toulouse de 1878 à 1884, après y avoir soutenu une thèse de doctorat en sciences physiques en 1872, complétée par un doctorat en médecine obtenu en la Faculté de médecine de Paris en 1880.
Par ailleurs, les apports de son activité d'archéologue amateur ont à la fois enrichi le patrimoine archéologique de la Haute-Garonne et marqué une étape dans le progrès des méthodes scientifiques de fouille.
Léon Joulin dirige sur le site de la villa romaine de Chiragan des fouilles d'envergure dont les conclusions, ainsi que le recours aux méthodes stratigraphiques, furent novatrices. Il suit également les travaux de construction de la caserne Niel, construite au début du XXe siècle au sud de Toulouse (quartier Saint-Roch). Les fouilles qu'il mène sur ce site ont permis d'y mettre en évidence sur une superficie de 15 ha une nécropole à incinération de la fin de l'âge du Bronze et du premier âge du Fer rassemblant 150 sépultures, ainsi qu'un important gisement de la fin du second âge du Fer. Il interprète à tort ce dernier site comme une autre nécropole, voyant une relation de continuité entre l'occupation des deux périodes. Depuis les années 2000, les fouilles archéologiques préventives ont permis de replacer le site gaulois au sein des grandes agglomérations de la fin de l'âge du Fer.
Le nom de Léon Joulin a été donné à une rue de Toulouse et à une autre dans sa ville natale de Tours dont, resté célibataire, il s'était fait le bienfaiteur en la désignant par testament comme la légataire universelle de ses biens.

## Publications
- La Poudre à tirer et ses défauts, par MM. Andréas Rutzky et Otto v. Grahl. Traduit par M. L. Joulin, Paris, J. Dumaine, 1864, XXI-107 p.
- « Les potasses et les soudes de Stassfart (Prusse et Anhalt) », Bulletin de la Société chimique de Paris, tome troisième, 1865. Texte également publié en fascicule à Paris, A. Pillet, 1866, 76 p.
- Recherches sur les doubles décompositions salines, deuxième thèse de doctorat en sciences physiques en la Faculté des sciences de Toulouse, Paris,, 1872, 24 p.
- Recherches sur l'électricité produite par les actions mécaniques, première thèse en sciences physiques, Bonnal et Gibrac, 1872, 51 p.
- Mission de M. l'ingénieur des poudres Joulin (octobre 1873-février 1874). Rapport à M. le ministre de la guerre sur la question des poudres de guerre en Russie, en Prusse, en Autriche et en Italie. [21 avril 1874.] , Brest, 1875, 77 p.
- Recherches sur la diffusion dans ses rapports avec la respiration des êtres organisés, thèse de doctorat en médecine, Toulouse, Douladoure-Privat, 1880, 37 p.
- Les établissements gallo-romains de la plaine de Martres-Tolosanes [Résultats des fouilles de 1897-1899 à la villa de Chiragan, commune de Martres-Tolosane, Haute-Garonne], Paris, Librairie C. Klincksieck, 1901.
- « Le grand oppidum des Tolosates » [Résultats de la fouille de 1900 à La Planho, Vieille-Toulouse], Comptes-rendus des séances de l'Académie des Inscriptions et Belles-Lettres, 45e année, 4, 1901, p. 518-521.
- « Les Établissements antiques de Toulouse », Comptes-rendus des séances de l'Académie des Inscriptions et Belles-Lettres, 1905.
- Les Ages protohistoriques dans le Sud de la France et dans la péninsule hispanique, Paris, E. Leroux, 1910, 99 p.
- « Les sépultures des âges protohistoriques dans le sud-ouest de la France » [Résultats des fouilles de 1901-1903 à la caserne Niel, quartier Saint Roch à Toulouse], Revue Archéologique, XIX, 4, 1912, p. 1-59 et 235-254. Texte également publié en fascicule à Paris, E. Leroux, 1912, 81 p.
- « Les Âges proto-historiques dans l'Europe barbare », Mémoires de la Société nationale des antiquaires de France, tome LXXIV, 1915. Texte également publié en fascicule à Nogent-le-Rotrou, Daupeley-Gouverneur, 1915, 23 p.
- « Les Celtes d'après les découvertes archéologiques récentes dans le Sud de la France et dans la péninsule hispanique », Revue archéologique, juillet-octobre 1918. Texte également publié en fascicule à Paris, E. Leroux, 1919, 39 p.
- « La Protohistoire de la France du sud et de la péninsule hispanique », Comptes-rendus des séances de l'Académie des Inscriptions et Belles-Lettres, 1922.
- Différents articles insérés dans les Mémoires de l'Académie des sciences, inscriptions et belles-lettres de Toulouse.